# Landeskommissärbezirk Konstanz
Der Landeskommissärbezirk Konstanz mit Sitz in Konstanz war nach dem Gesetz über die Organisation der Inneren Verwaltung vom 5. Oktober 1863 einer von vier Landeskommissärbezirken in Baden. Die bisherigen vier Kreise wurden aufgelöst und die nunmehr 59 Bezirksämter direkt dem Ministerium des Innern unterstellt. Als Aufsichtsbehörde wurden den Bezirksämtern vier Landeskommissäre übergeordnet.
Neben dem Landeskommissärbezirk Konstanz gab es noch den Landeskommissärbezirk Freiburg, den Landeskommissärbezirk Karlsruhe und den Landeskommissärbezirk Mannheim.

## Kreise und Bezirksämter (1864–1939)

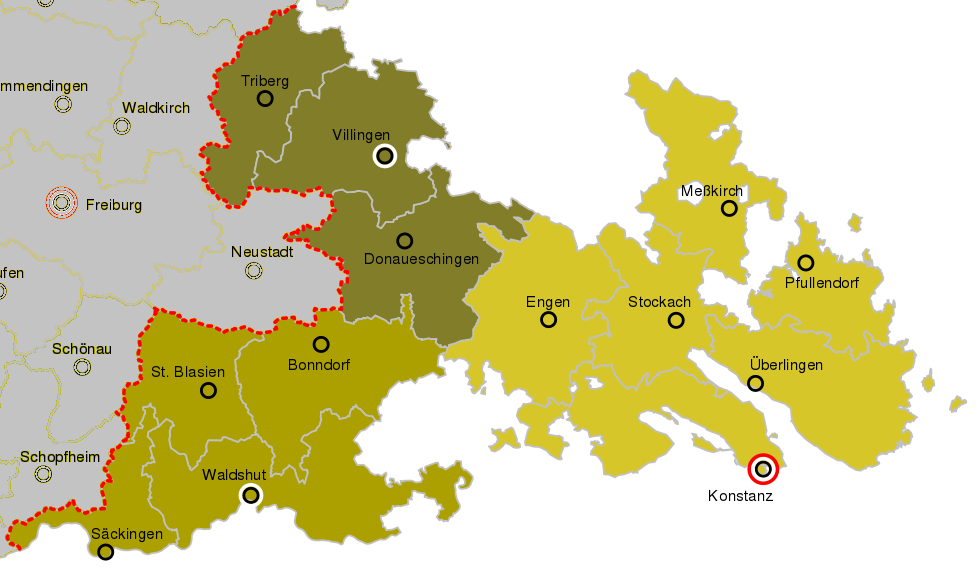
Der Landeskommissärbezirk Konstanz von 1864–1939 mit den Kreisen Konstanz, Villingen und Waldshut sowie nachgeordneten Bezirksämtern

Dem Landeskommissärbezirk Konstanz waren von 1864 bis 1939 folgende Kreise und Bezirksämter unterstellt:

### Kreis Konstanz
- Bezirksamt Engen
- Bezirksamt Konstanz
- Bezirksamt Meßkirch
- Bezirksamt Pfullendorf
- Bezirksamt Radolfzell (1872 aufgehoben)
- Bezirksamt Stockach
- Bezirksamt Überlingen

### Kreis Villingen
- Bezirksamt Donaueschingen
- Bezirksamt Triberg
- Bezirksamt Villingen

### Kreis Waldshut
- Bezirksamt Bonndorf (1924 aufgehoben)
- Bezirksamt Jestetten (1872 aufgehoben)
- Bezirksamt St. Blasien (1924 aufgehoben)
- Bezirksamt Säckingen
- Bezirksamt Waldshut

## Stadt- und Landkreise (1939–1945)
Dem Landeskommissärbezirk Konstanz waren von 1939 bis 1945 folgende Stadt- und Landkreise unterstellt:

### Stadtkreis
- Konstanz

### Landkreise
- Landkreis Donaueschingen
- Landkreis Konstanz
- Landkreis Säckingen
- Landkreis Stockach
- Landkreis Überlingen
- Landkreis Villingen
- Landkreis Waldshut

## Landeskommissäre
- 1864–1865: Moritz von Seyfried[1]
- 1865–1866: Gottlieb Jonathan Winter
- 1866–1868: Ludwig Renck[2]
- 1868–1874: Otto Sachs[3]
- 1874–1883: Karl Haas[4]
- 1883–1898: Eduard Engelhorn[5]
- 1899–1904: Heinrich von und zu Bodman
- 1904–1906: Karl Krems[6]
- 1907–1918: Roderich Straub
- 1919–1921: Alexander Wiener[7]
- 1922–1926: Friedrich Föhrenbach[8]
- 1926–1931: Martin Hartmann (Jurist)
- 1932–1945: Gustav Wöhrle[9]
- 1945–1946: Marcel Nordmann